# Aleksei Antónov
Aleksei Innokéntievitx Antónov (rus: Алексе́й Инноке́нтьевич Анто́но) (Grodno 28 de setembre de 1896 – Moscou 18 de juny de 1962) va ser un comandant militar soviètic, amb rang de General d'Exèrcit, membre del Comandament Suprem, Cap de l'Estat Major General, i primer cap de l'Estat Major del Pacte de Varsòvia. Oficial de talent, va participar en gairebé totes les operacions significatives soviètiques durant la Segona Guerra Mundial des de desembre de 1942. Va participar en les conferències aliades de Ialta i Potsdam.
Va rebre l'orde de Lenin en 3 ocasions i l'orde de la Bandera Roja en quatre. Va ser l'únic condecorat amb l'orde de la Victòria que només tenia rang de General d'Exèrcit; a més de no tenir el títol d'Heroi de la Unió Soviètica.

## Biografia
Fill d'un oficial d'artilleria tsarista, tenia ascendència tàrtara. Va tenir una bona educació, parlant a més del rus el polonès, l'alemany, el francès i l'anglès; i mostrant inclinacions militars fins a quedar orfe de pare el 1908 i de mare el 1915, veient-se obligat a mantenir la seva família. Malgrat això, inicià els seus estudis de física i matemàtiques a Sant Petersburg.
Amb l'inici de la Primera Guerra Mundial es veié obligat a abandonar els seus estudis, sent enviat a l'Acadèmia Militar Pàvlosli, d'on es graduaria el 1916 amb rang de Tinent de Segona, i sent destinat a la primavera de 1917 al 8è Exèrcit al front sud-occidental, sota el comandament del general Aleksei Brussílov. Antonòv participà en l'ofensiva de Brussílov, que acabà en un fracàs i on va resultar ferit.

### Guerra Civil Russa
El 1918 va ser desmobilitzat, treballant a l'institut forestal de Petrograd, fins que a l'abril de 1919 va ser cridat a files per l'Exèrcit Roig, participant en la Guerra Civil Russa al Front Sud com a ajudant del cap de l'estat major de la 1a Divisió de Moscou, sent nomenat posteriorment cap de l'estat major de la 45a Brigada de la 15a Divisió, participant en la campanya de Crimea contra Wrangel. La seva brigada, després de la guerra. La seva brigada, un cop finalitzada la guerra, va establir-se a Mikolaiv (Ucraïna).

### Dècada de 1920
El 1923, el general de divisió I. Radumets qualificava a Antónov com que:
| « | Té autoritat, competència i energia... sap fer servir el treball d'estat major i resoldre els problemes sense errors | » |

El 1925, el comandant del Districte Militar d'Ucraïna, Iona Iakir, va escriure sobre Antónov:
| « | Té una naturalesa afable, una àmplia iniciativa, és intel·ligent i molt hàbil per analitzar la situació. És disciplinat, saludable i estricte a la seva vida diària. Té una gran experiència pràctica a les tasques d'estat major. És un valuós treballador en equip. Les seves qualitats valuoses: la seva competència i persistència. | » |

### Dècada de 1930
Atónov restà a la 45a Brigada, on els seus comandants i subordinats tenien un concepte immillorable d'ell. El 1928 va ser enviat a l'Acadèmia Militar Frunze, graduant-se el 1931 tant als cursos de comandament com en el d'intèrpret militar de francès. El 1932 tornà a l'acadèmia, on als pocs mesos es graduà en estat major amb els màxims honors, sent nomenat cap d'estat major de la 46a divisió d'infanteria, amb base a Korosten.
Entre octubre de 1932 i maig de 1933 assistí al curs de la Facultat Operativa Militar de l'Acadèmia Frunze, obtenint la certificació per treballar als càrrecs més alts d'estat major. Entre 1934 i 1935 va ser el cap d'estat major de la divisió de Mogilev-Iamol al Districte Militar d'Ucraïna, que en ser restructurat i dividit en dos, Atónov va passar a ser el cap d'estat major d'un dels dos districtes resultants, el districte militar de Khàrkiv, entre 1935 i 1936.
El 1935, Antónov participà en el plantejament i tingué un paper clau d'unes grans maniobres militars que l'Exèrcit Roig realitzà al Districte Militar de Kíev, amb la participació de 65.000 homes, 1.000 tancs i 600 avions, en un front de 250 kilòmetres. Les maniobres van ser considerades tot un èxit per Kliment Voroixílov i per Iona Iakir.
Entre 1936 i 1937 assistí a l'Acadèmia General d'Estat Major, conjuntament amb Leonid Góvorov i Andrei Sàkharov. L'amistat entre Antónov i Aleksandr Vassilevski. Tot i que el curs inicialment estava programat perquè s'estengués durant 18 mesos, va ser reduït per als millors estudiants per poder cobrir els càrrecs vacants ocasionats per les purgues de Stalin. Finalitzat el curs, va ser nomenat cap de l'estat major del Districte Militar de Moscou.
Entre 1938 i 1941 va exercir com a instructor especial, així com a sots-cap del departament general de tàctica militar de l'acadèmia Frunze, impartint classes de tàctica i planificació, a més de tasques d'entrenament per a oficials.
Abans de l'esclat de la guerra, entre el 16 de març i el 24 de juny de 1941 va ser sots-cap d'estat major del Districte Militar de Kíev.

### Segona Guerra Mundial
Amb l'esclat de la guerra, el 24 de juny es convertí en el cap de l'estat major del districte militar de Kíev, comandant l'equip pel plantejament de comandament del Front Sud, col·laborant estretament amb el coronel Hovhannès Bagramian. Antónov va ser cap de l'estat major del Front Sud entre el 27 d'agost de 1941 i el 28 de juliol de 1942. Planejà el contraatac de les tropes soviètiques a l'ofensiva de Rostov (operació Saturn); desbarataren el pla estratègic alemany per assegurar l'ala esquerra del front, així com creant les condicions pel contraatac de les tropes soviètiques a la zona de Moscou. Entre juliol i desembre de 1942 ocupà el càrrec de cap de l'estat major del Front del Caucas Nord, del Grup Marítim de Forces i del Front del Transcaucas, successivament.
Entre desembre de 1942 i maig de 1943 va ser nomenat cap d'operacions de l'administració de l'Estat Major General i segon d'Aleksandr Vassilevski, llavors cap de l'Estat Major de l'Exèrcit Roig. La seva missió era d'enllaç entre els altres oficials i informar a Stalin de la situació general. Des del 20 de maig de 1943 i fins al 4 de febrer de 1945 va ser el primer sots-cap de l'Estat Major General de l'Exèrcit Roig, sent el comandant del mateix el general Sergei Ixtemenko.

#### Campanyes destacades
Atónov va tenir un paper fonamental en la planificació del contraatac soviètic posterior a l'operació Zitadelle a l'estiu de 1943, sent promogut a General d'Exèrcit el 27 d'agost de 1943.
El 1944 planejà l'operació Bagration, que assolí el col·lapse del Grup d'Exèrcits Centre, en coordinació amb la invasió de Normandia per part dels Aliats Occidentals.
Cal destacar el plantejament de les campanyes de Prússia Oriental, Vístula-Oder, Pomerània Oriental, Viena, Berlín i Praga, on Atónov va tenir un paper destacat amb solucions creatives a complexos problemes estratègics, així com la successió de ràpids cops a l'enemic.

#### Conferències de Ialta i Potsdam

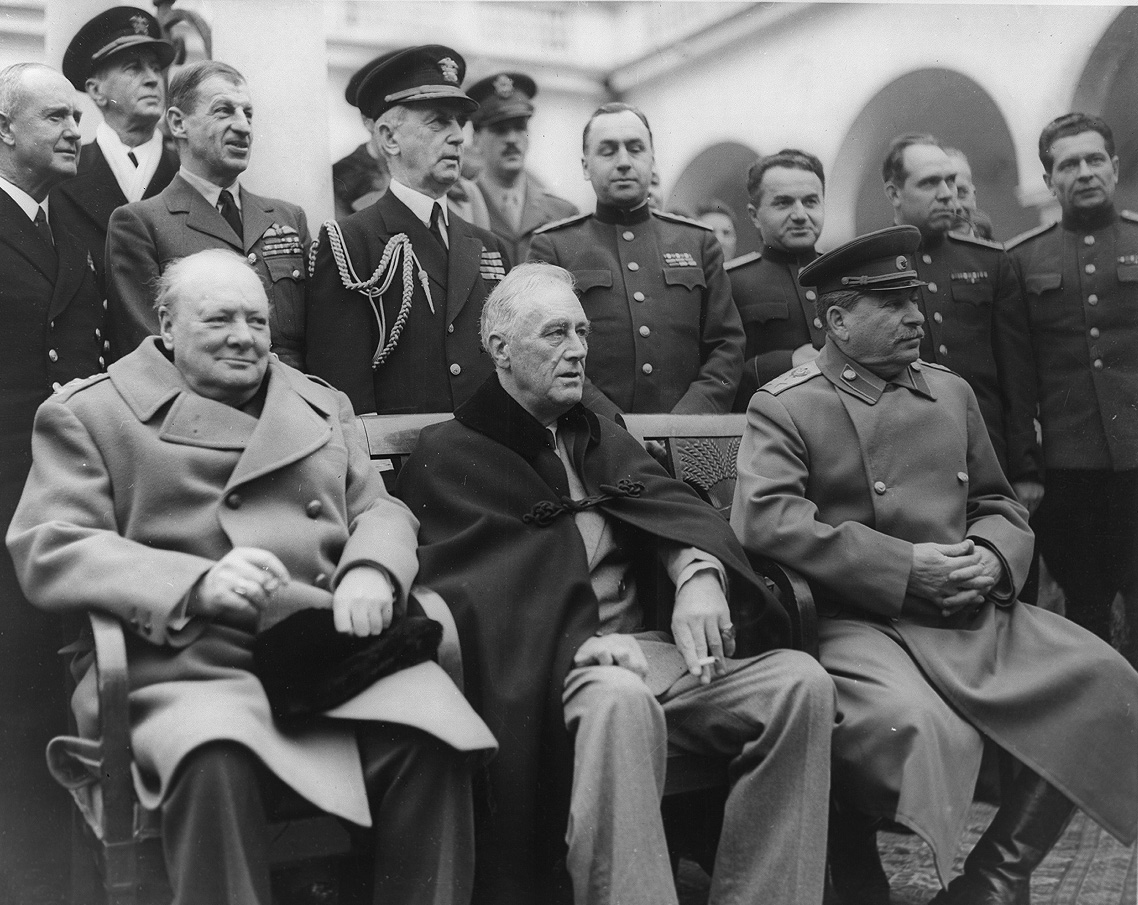
El general Antónov a la conferència de Ialta, quart per l'esquerra, al costat de l'almirall Leahy, entre Roosevelt i Stalin.

El 1944 Atónov va exercir de portaveu en cap i va estar present tant a la conferència de Ialta al febrer de 1945, tractant el tema de la col·laboració aliada en el bombardeig de les línies d'aprovisionament alemanyes al front oriental; com a la conferència de Potsdam al juliol-agost de 1945, com a part de la delegació soviètica.

#### Darreres campanyes
Quan Vassilevski va ser transferit al Tercer Front de Belarús en morir el general Txerniakhovski el 18 de febrer, Antónov assumí el càrrec de Cap de l'Estat Major General, mantenint-se al càrrec fins després de la rendició d'Alemanya, mentre que Vassilevski era destinat a la direcció de l'operació Tempesta d'Agost a l'Extrem Orient, tot i que s'atribueix a Antónov l'ajut del seu estat major per a la derrota de l'exèrcit japonès del Guandong, assegurant la victòria en una operació estratègica en un espai de temps molt curt.

### Carrera durant la postguerra
La primera dificultat que es plantejà a Antónov va ser la d'organitzar la desmobilització de més de 5 milions d'homes per a la seva reintegració a l'economia soviètica.
El setembre del 1946 es dissolgué el Comitè Estatal per a la Defensa i el Quarter General (la Stavka), sent substituït per l'Alt Consell Militar, sent nomenat segon al comandament. Quan Vassilevski tornà a prendre el càrrec de cap de l'estat major general, Antónov va ser nomenat director del departament d'organització i mobilització.
Quan el 1948 culminà la primera fase de la desmobilització, Antónov va ser nomenat comandant del Districte Militar Transcaucasià.
Com molts altres generals soviètics, Antónov va ser relegat durant la postguerra, no intervenint en la lluita de poder que va tenir lloc després de la mort de Stalin. Amb l'ascens al poder de Nikita Khrusxov, Antónov tornà a ser nomenat segon de Vassilevski el 1954; pas previ per ser nomenat cap de l'estat major del Pacte de Varsòvia el 1955, càrrec que ocuparia fins a la seva mort el 1962. En aquest càrrec hagué d'enfrontar-se amb nombroses dificultats, no només militars sinó que també polítiques.

### Darrers temps
Tot i que des de 1945 se li havia detectat una malaltia cardíaca, Antónov seguí en actiu, encara que requeria tractament mèdic sovint. Aleksei Antónov va morir al deu despatx d'un infart cardíac, el 18 de juny de 1962.
Va ser enterrat a la Plaça Roja de Moscou.

## Peticions d'honors pòstums
El 2003 diversos caps militars russos van fer una petició al President Vladímir Putin perquè el General d'Exèrcit Antónov rebés el títol d'Heroi de la Federació Russa a títol pòstum. El recurs de cassació, en particular, deia que "Antónov, literalment, es cremà al treball. El general Antónov va ser l'únic general que rebé l'orde de la Victòria, però el seu nom no es menciona a una llarga llista de senyors de la guerra que van fer serveis especials pel seu país. Atónov no va ser fet Mariscal de la Unió Soviètica ni rebé el títol d'Heroi de la Unió Soviètica, malgrat que ho mereixia."
El 2005 es tornà a enviar una petició al vicegovernador de Sant Petersburg, que a l'hora envià una carta al comandant del Districte Militar de Sant Petersburg, per fer una petició al Ministre de Defensa perquè es concedís a Antónov el títol d'Heroi de la Federació de Rússia a títol pòstum. Malgrat tot, la petició va ser denegada per la Direcció de Personal de Defensa.
A més, també s'envià una petició al President de Belarús perquè es nomenés a Antónov Heroi de la República de Belarús a títol pòstum, petició que també va ser denegada.

## Condecoracions
- Orde de la Victòria (número 12, 4 de juny de 1945)
- Orde de Lenin (3)
- Orde de la Bandera Roja (4)
- Orde de Suvórov de primera classe (2)
- Orde de Kutuzov de primera classe
- Orde de la Guerra Patriòtica de primera classe
- Medalla de la defensa de Leningrad
- Medalla de la victòria sobre Alemanya en la Gran Guerra Patriòtica 1941-1945
- Medalla del 20è Aniversari de l'Exèrcit Roig
- Medalla del 30è Aniversari de l'Exèrcit i l'Armada Soviètics
- Medalla del 40è Aniversari de les Forces Armades Soviètiques
- Gran Creu de Cavaller de l'orde Virtuti Militari (Polònia)
- Comandant de la Legió d'Honor (França)
- Creu de Guerra 1939-1945 (França)
- Orde del Lleó Blanc de primera classe (Txecoslovàquia)
- Creu de Guyera 1939-1945 (Txecoslovàquia)
- Orde de l'Estrella Iugoslava
- Orde de l'Estrella Partisana (Iugoslàvia)
- Comandant de la Legió del Mèrit (Estats Units)
- Orde de la Bandera Roja (Mongòlia)